# Presa de Manantali
La presa de Manantali forma el embalse o lago Manantali en el río Bafing, que al unirse con el río Bakoye se transforma en el río Senegal, en la región de Kayes, en Malí, a unos 90 km al sudeste de Bafoulabé.
El objetivo del embalse es producir electricidad, incrementar la producción agraria y mejorar la navegabilidad del río.

## La Presa
La presa tiene una longitud en la cresta de 1.460 m y una altura de 65 m por encima de los cimientos. Está formada por una parte central de hormigón de 482,8 m³ y completada por dos diques de roca que cierran el embalse hasta las mesetas circundantes.
La central hidroeléctrica de 200 MW fue puesta en servicio entre 2001 y 2002. Los 5 grupos de turbinas-aternadores han producido 381 GW en 2006, el 43% de la producción nacional de Malí. La energía se reparte del siguiente modo: 15% Mauritania, 33% Senegal y 52% Malí.
La electricidad producida en Manantali es transmitida a Bamako, Dakar y Nuakchot por una red de líneas de alta tensión de 1.500 km equipadas con fibra óptica que permiten la interconexión de la red de telecomunicaciones de los tres países. La red, unida al cable submarino transatlántico permite la transmisión simultánea de 33.000 comunicaciones telefónicas o 48 señales de televisión.
La presa de Manantali se construye paralelamente a la presa y embalse de Diama, entre Mauritaina y Senegal, como parte de un plan de desarrollo conjunto de los países ribereños del río Senegal, Malí, Mauritania y Senegal (Organisation pour la mise en valeur du fleuve, OMVS). La construcción del embalse se inicia en 1982, pero el desplazamiento de agricultores mauritanos y senegaleses provoca un conflicto que frena las obras, que no se acaban hasta 1988.
Las obras hidroeléctricas se inician en 1997. El primer grupo entra en servicio en 2001, con un coste de 375 millones de euros. Proporciona luz primero a Bamako y , al año siguiente, con la puesta en servicio de una línea de 225 kV, a Dakar y Nuakchot.